# The Desert Rat (film 1919)
The Desert Rat è un cortometraggio muto del 1919 diretto da Leon De La Mothe. Di genere western, aveva come interpreti Franklyn Farnum (nel ruolo del titolo), Lola Maxam, Mary Bruce, Buck Jones, Vester Pegg, Bud Osborne.
Fu il primo dei dodici film di una serie di cortometraggi in due rulli che Franklyn Farnum girò per la Canyon.

## Produzione
Il film fu prodotto dalla Canyon Pictures Corporation, una piccola casa di produzione indipendente specializzata in western, che operò dal 1919 al 1922, collaborando verso la fine con la William N. Selig Productions.

## Distribuzione
Distribuito dalla Aywon Film, il film - un cortometraggio in due bobine - uscì nelle sale statunitensi nel gennaio 1919. La Grapevine Video lo ha distribuito in VHS.